# Harold Brodkey
(Harold Brodkey - Questo buio feroce)
Harold Brodkey (Staunton, 25 ottobre 1930 – New York, 26 gennaio 1996) è stato uno scrittore e giornalista statunitense.

## Biografia
Il suo vero nome era Aaron Roy Wintrub nato in Illinois, da genitori russi di origine ebrea. Ebbe un'infanzia difficile. Il padre pugile mentre la madre, figlia di un rabbino, morì quando lo scrittore aveva tre anni.
Trasferitosi nel 1953 a New York, comincia a scrivere racconti per il New Yorker. Diventa noto al grande pubblico nel 1958 con Primo amore e altri affanni. Si trasferisce in Italia nel 1988, a Venezia, con la moglie, e pubblica Amicizie profane uscito nel 1992 per il Consorzio Venezia Nuova che lo festeggia all'Ateneo Veneto con interventi di Guido Almansi, Achille Bonito Oliva, Delfina Vezzoli, Pasquale Chessa e dei suoi amici romani Ottavio Rosati e Fernanda Pivano di cui, nei suoi viaggi a Roma, era ospite fisso alla loro Kasbah di Trastevere.
Fernanda Pivano lo definisce Un Proust americano sedotto da Montale.
Morì all'età di 65 anni di Aids, da cui era affetto da circa tre anni, e che aveva probabilmente contratto alcuni anni prima in una relazione gay. Amicizie Profane ha per protagonisti due ragazzi, Nino e Onni, che vivono il loro amore gay a Venezia tra quelli che Giorgio Pozzessere ha definito pezzi di un decadentismo primonovecentesco, simile a quello che si potrebbe trovare nel Thomas Mann dei romanzi brevi, ne La morte a Venezia o in Tonio Kröger.
Brodkey è definito il "Proust d'America" (Harold Bloom sul Washington Post).
La sua fama italiana si deve a Delfina Vezzoli che l'ha tradotto, ed è aumentata negli ultimi tempi grazie all'interessamento dell'attore teatrale italiano Pippo Delbono che si è ispirato per un suo spettacolo all'omonimo libro dell'autore americano Questo buio feroce - Storia della mia morte.

## Opere in inglese

### Raccolte di racconti
- First Love and Other Sorrows (1958), ed. it. Serra e Riva
- Women and Angels, 1985
- Stories in an Almost Classical Mode (1988)
- The World is the Home of Love and Death (1997)

### Romanzi
- The Runaway Soul (1991)
- Profane Friendship (1994)

### Non-fiction
- This Wild Darkness: The Story of My Death (1996)
- My Venice (1998)
- Sea Battles on Dry Land: Essays (1999)

### Miscellanea
- Women and Angels (1985)

## Opere tradotte in italiano
- Primo amore e altri affanni, Milano, Bompiani, (1962) - Milano, Serra e Riva, (1988) - Roma, Fandango, (2011) - Traduzione di Grazia Rattazzi Gambelli
- Amicizie profane, Venezia, Consorzio Venezia Nuova, (1992) - Milano, Mondadori, (1994) - Traduzione di Delfina Vezzoli
- Questo buio feroce - Storia della mia morte, Milano, Rizzoli, (1999) - Roma, Fandango, (2013) -  Traduzione di Delfina Vezzoli
- Storie in modo quasi classico, 2 voll., Milano, Mondadori, (1991-1992) - Roma, Fandango, (2012) -  Traduzione di Delfina Vezzoli
- Lo stato di grazia e altri racconti, Milano, Il sole 24 ore, (2012)
- L'anima che fugge , Roma, Fandango Libri, (2018) - Traduzione di Flavio Santi